# 第3装甲旅団 (ドイツ連邦陸軍)
第3装甲擲弾兵旅団「ヴェーザー＝ライネ」（だい3そうこうりょだん、ドイツ語：Panzerbrigade 3, "Weser-Leine"）は、ドイツ連邦陸軍の旅団の一つ。旅団司令部はニーンブルク/ヴェーザーに置かれ、隷下部隊の多くはニーダーザクセン州東部に駐屯していた。

## 歴史

### 陸軍第1次編制
1957年、ニーンブルクにてC1戦闘群が編成される。当初は第51擲弾兵大隊と第1駆逐戦車大隊から成っていた。1958年に第33戦車大隊が編成されミュンスターに駐屯する。C1戦闘群はハノーファーの第1装甲師団隷下となる。

### 陸軍第2次編制および第3次編制
陸軍第2次編制で、1959年に第3装甲旅団に改編・改称される。第36補給大隊はロックムに、第30装甲工兵中隊はミンデンに駐屯した。第33戦車大隊はバーメに移駐する。1959年、第51擲弾兵大隊は第32装甲擲弾兵大隊に改編・改称される。1959年、ランゲンダムの第1駆逐戦車大隊は第34戦車大隊（のちの第334戦車教導大隊「ツェレ」）に改編・改称され旅団隷下となる。1961年第30防空中隊が編成準備され、第30装甲工兵中隊はニーンブルクに移駐する。1963年、第35装甲砲兵大隊はデデスドルフに駐屯し、第37野戦予備大隊はゲストに駐屯し、第103教育大隊はロックムに駐屯した。
1964年、旅団隷下部隊は改編され、第36補給大隊はランゲンダムに、第37野戦予備大隊はロックムに移駐する。1965年、ランゲンダムにて第30特殊武器防護大隊が編成準備され、第33戦車大隊もランゲンダムに移駐する。1967年、ランゲンダムにて第30駆逐戦車中隊が新編され1968年にショイエンへ移駐し、1969年には第34戦車大隊が移駐する。1971年、第103教育大隊が解隊され、第30装甲工兵中隊はランゲンダムからデデスドルフに移駐する。1972年、第30装甲偵察小隊が編成準備されるが、1979年に旅団司令部中隊に編入される。

### 陸軍第4次編制
1976年、第34戦車大隊と第35装甲砲兵大隊はツェレの第33装甲旅団に配転される。代替として旅団には第334戦車大隊と第335装甲砲兵大隊が編入される。1981年に第335装甲砲兵大隊は第35装甲砲兵大隊に改称され、第30駆逐戦車中隊は第330駆逐戦車中隊に改称される。また、同じく1981年には第30装甲工兵中隊は第330装甲工兵中隊に改称され、第31戦車大隊が再編成される。1982年、第30装甲偵察小隊は独立部隊に復帰する。1983年に第30装甲工兵中隊はニーンブルクに移駐する。

### 陸軍第5次編制
第3装甲旅団は、陸軍第5次編制にて非現役化が実施されることになる。解隊前の旅団は以下のとおりであった。
- 旅団司令部中隊　在ニーンブルク
- 第312装甲擲弾兵大隊　在デルメンホルスト
- 第13装甲擲弾兵大隊　在ヴェセンドルフ
- 第34戦車大隊　在ニーンブルク
- 第333戦車大隊　在ツェレ＝ショイエン
- 第35装甲砲兵大隊　在ルットマーセン
- 第30装甲工兵中隊　在ニーンブルク
- 第30駆逐戦車中隊　在ルットマーセン

1992年に第32装甲擲弾兵大隊と第33戦車大隊はアウグストドルフの第21装甲旅団に配転される。第30補給中隊と第30整備中隊は解隊される。残余の部隊は非現役化が進められていたが、1993年に旅団は解隊された。

## 歴代旅団長
| 代 | 氏名                                                                                        | 着任          | 離任           |
| -- | ------------------------------------------------------------------------------------------- | ------------- | -------------- |
| 1  | パウル・シェアーラ陸軍大佐 Paul Scheerle                                                    | 1957年7月10日 | 1959年11月4日  |
| 2  | エルンスト・フィリップ陸軍大佐 Ernst Philipp                                                | 1959年11月5日 | 1962年9月30日  |
| 3  | カール＝ラインハルト・フォン・シュミットセンドルフ陸軍大佐 Karl-Reinhard von Schultzendorff | 1962年10月1日 | 1964年9月30日  |
| 4  | ハンス＝ヨアヒム・フォン・ホップフガルテン陸軍准将 de:Hans-Joachim von Hopffgarten          | 1964年10月1日 | 1967年3月31日  |
| 5  | ハンス＝ヨルク・フォン・カルキコールト陸軍准将 Hans-Jürg von Kalckreuth                     | 1967年4月1日  | 1968年9月30日  |
| 6  | クルト・ハイリゲンシュタット陸軍大佐 Kurt Heiligenstadt                                     | 1968年10月1日 | 1972年3月31日  |
| 7  | ヘルムート・フィッシャー陸軍大佐 Helmut Fischer                                             | 1972年4月1日  | 1973年12月31日 |
| 8  | エルヴィン・ヘンシェル陸軍大佐 Erwin Hentschel                                              | 1973年1月1日  | 1973年3月31日  |
| 9  | ラウス・ネネクル陸軍准将 Klaus Nennecke                                                     | 1973年4月1日  | 1980年3月31日  |
| 10 | アーダルベルト・フォン・デア・レッケ男爵陸軍大佐 Adalbert von der Recke                     | 1980年4月1日  | 1983年3月31日  |
| 11 | アントン・スティアー陸軍准将 Anton Steer                                                    | 1983年4月1日  | 1987年9月30日  |
| 12 | ヴィルフリート＝オットー・シェーファー陸軍大佐 Wilfried-Otto Scheffer                       | 1987年10月1日 | 1990年9月30日  |
| 13 | ハンス・ヒューブナー陸軍大佐 de:Hans Hübner (General)                                       | 1990年10月1日 | 1992年12月31日 |
| 14 | フリードリッヒ＝ヨハン・フォン・クルゼンティアン陸軍大佐 Friedrich-Johann von Krusenstiern  | 1993年1月1日  | 1993年12月31日 |